# Passow
Passow es un municipio situado en el distrito de Ludwigslust-Parchim, en el estado federado de Mecklemburgo-Pomerania Occidental (Alemania), a una altura de 60 metros. Su población a finales de 2016 era de 690 habs. y su densidad poblacional, 28 hab/km².

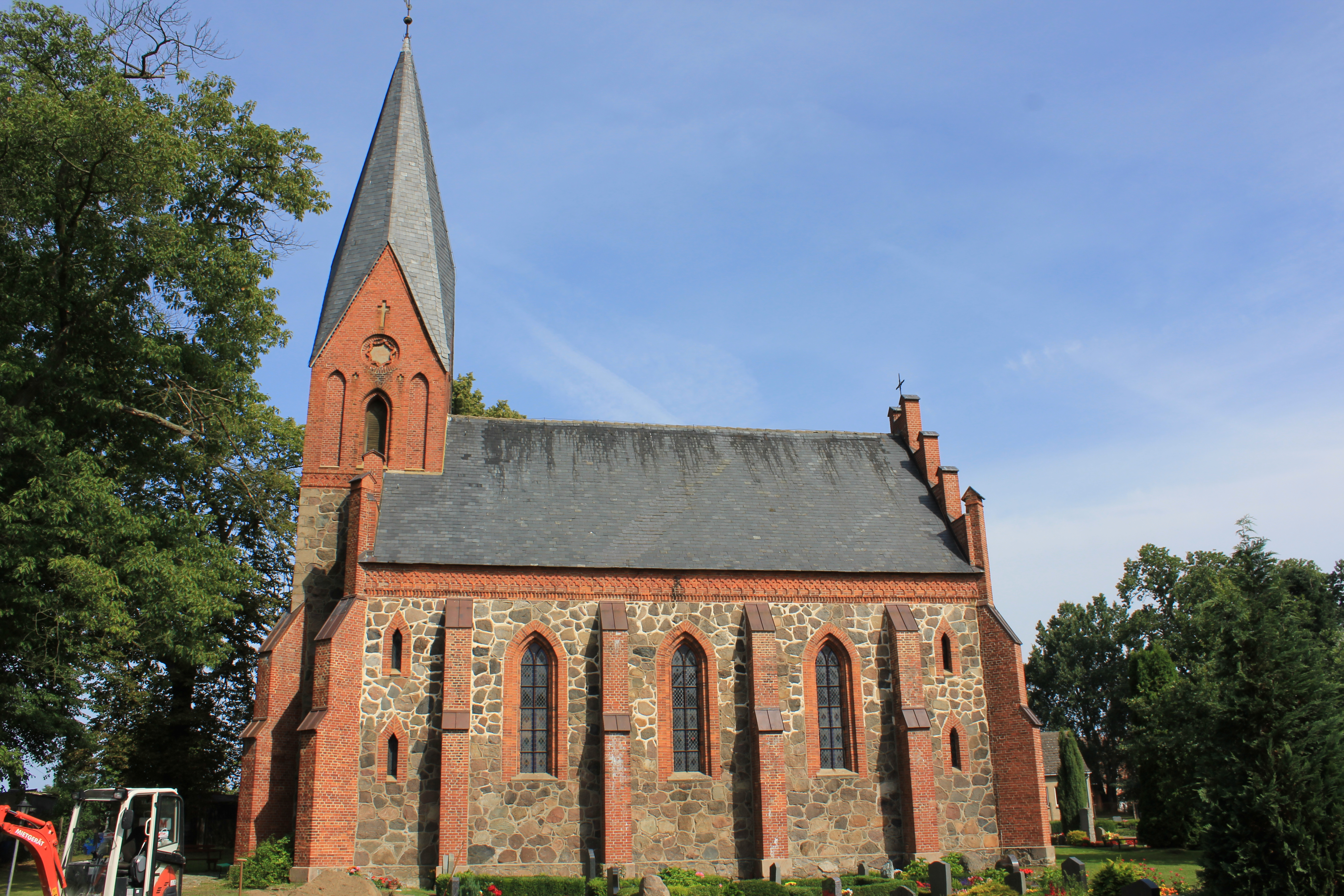
Iglesia de Passow